# Richard Dürr
Richard Dürr (1. december 1938 - 30. maj 2014) var en schweizisk fodboldspiller (midtbane).
Dürr spillede 29 kampe og scorede ét mål for Schweiz' landshold, som han debuterede for i en venskabskamp mod England 9. maj 1962. Han var med i landets trup til VM 1962 i Chile. Her spillede han to af schweizernes tre kampe i turneringen, hvor holdet blev slået ud efter lutter nederlag i det indledende gruppespil. Fire år blev han også udtaget til VM 1966 i England, hvor han var med i en enkelt af kampene for Schweiz, der igen ved denne turnering tabte alle kampe i turneringen.
På klubplan repræsenterede Dürr henholdsvis Young Boys og FC Lausanne-Sport, og vandt det schweiziske mesterskab med begge klubber.

## Titler
Schweizisk mesterskab
- 1960 med Young Boys
- 1965 med FC Lausanne-Sport

Schweizisk pokal
- 1962 og 1964 med FC Lausanne-Sport